# Аварский, Наби Далгатович
Наби Далгатович Аварский (род. 4 апреля 1957 года) — российский учёный-экономист, член-корреспондент РАН (2022).

## Биография
Родился 4 апреля 1957 года в городе Дербенте Дагестанской АССР.
С 1974 по 1975 годы — работал лаборантом Дагестанского научно-исследовательского института сельского хозяйства.
С 1975 по 1977 годы — служба в армии.
В 1982 году — окончил Дагестанский сельскохозяйственный институт, специальность «Экономика и организация сельского хозяйства»
С 1982 по 1985 годы — был экономистом, младшим научным сотрудником Дагестанского НИИСХ.
С 1985 по 1988 годы — учёба в аспирантуре Всесоюзного научно-исследовательского института экономики сельского хозяйства (сейчас — Всероссийский НИИ экономики сельского хозяйства, ВНИИЭСХ).
С 1988 по 1989 годы — ведущий специалист управления цен и тарифов Госагропрома СССР.
С 1989 по 1992 годы — заместитель директора научно-производственного предприятия «Поиск».
С 1992 по 1995 годы — директор аналитико-информационного центра Российско-Арабского университета.
С 1995 по 1998 годы — учёба в докторанте ВНИИЭСХ.
С 1998 по 1999 годы — финансовый директор ЗАО корпорации «ЭНСК».
С 2000 по 2002 годы — первый заместитель председателя Совета Волоколамского РАЙПО, заместитель председателя Правления Клинского РАЙПО, Московского областного Союза потребительских обществ, Центросоюза России.
С 2002 года по настоящее время — ученый секретарь, заведующий отделом маркетинга и развития продуктовых рынков ВНИИЭСХ.
В 2022 году — избран членом-корреспондентом РАН от Отделения сельскохозяйственных наук.

## Научная деятельность
Специалист в области экономики, управления и организации сельского хозяйства и сельского развития.
Совместно с академиком РАН В.А. Клюкачем является одним из первых исследователей проблем развития аграрного маркетинга сельскохозяйственной продукции, сырья и продовольствия в АПК, проводит научные исследования по следующим направлениям: экономическая теория развития товарного производства; методология совершенствования экономических отношений сельского хозяйства с другими отраслями экономики; совершенствование рыночных отношений, маркетинга, конкуренции и государственного регулирования рынков сельскохозяйственной продукции, сырья и продовольствия, материально-технических ресурсов, труда и капитала в агропромышленном комплексе; выявление региональных особенностей рынков сельскохозяйственной продукции, сырья и продовольствия; организация и функционирование товарных бирж; развитие инфраструктуры продовольственного рынка и системы оптовой торговли материально-техническими ресурсами, сельскохозяйственной продукцией, сырьем и продовольствием.
Разработал и подготовил для Минсельхоза России: «рекомендации по развитию системы оптовой торговли сельскохозяйственной продукцией, сырьем и продовольствием»; «предложения по развитию инфраструктуры продовольственного рынка»; «методические рекомендации по развитию мясомолочного комплекса России на период до 2025 года»; «концепция устойчивого развития свеклосахарного подкомплекса России»; «концепция долгосрочного развития пищевой и перерабатывающей промышленности Российской Федерации на период до 2020 года», являлся разработчиком стратегии развития пищевой и перерабатывающей промышленности Российской Федерации до 2020 года (распоряжение Правительства РФ от 17.04.2012 № 559-р), принимал участие в разработке двух государственных программ развития сельского хозяйства и регулирования рынков сельскохозяйственной продукции, сырья и продовольствия на период 2008-2012 гг. и 2013-2020 гг., доктрины продовольственной безопасности России, является членом рабочей группы Минсельхоза России по подготовке проекта долгосрочной стратегии развития зернового комплекса Российской Федерации до 2025 года и на перспективу до 2030 года.
Автор более 270 научных работ, в том числе 18 монографий, 55 коллективных монографий, 39 брошюр, 5 учебных пособий, 160 статей.
Член редакционной коллегии журнала «Экономика, труд, управление в сельском хозяйстве».
Под его научным руководством защитили диссертационные работы 15 кандидатов экономических наук.

### Критика
По данным вольного сетевого сообщества «Диссернет» являлся научным руководителем/консультантом на защите, а также оппонентом 2 кандидатских диссертаций, содержащих масштабные заимствования, которые не оформлены как цитаты, а также являлся участником в двух заседаниях учёных советов, которые отклонили заявления о лишении учёной степени.

## Награды
- Медаль «В память 850-летия Москвы»
- Почётные грамоты и благодарности